# Convolvulus hamadae
Convolvulus hamadae är en vindeväxtart som först beskrevs av Aleksei Ivanovich Vvedensky, och fick sitt nu gällande namn av V. Petrov. Convolvulus hamadae ingår i släktet vindor, och familjen vindeväxter. Inga underarter finns listade i Catalogue of Life.